# مثمن

مثمن.

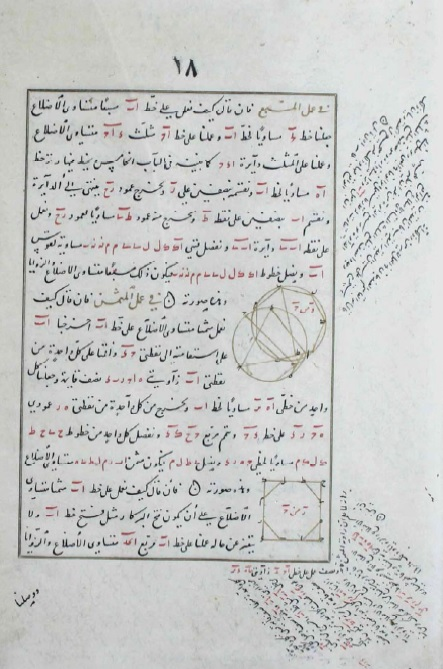
الصفحة 18 من كتاب فيما یحتاج إليه الصانع من أعمال الهندسة لأبي الوفاء البوزجاني حيث يذكر فيها كيفية عمل مثمن متساوي الأضلاع

المُثَمَّن أو ثماني الأضلاع (بالإنجليزية: Octagon)‏ هو في الهندسة الرياضية مضلع له 8 أضلاع.

## ثماني منتظم (مثمن)

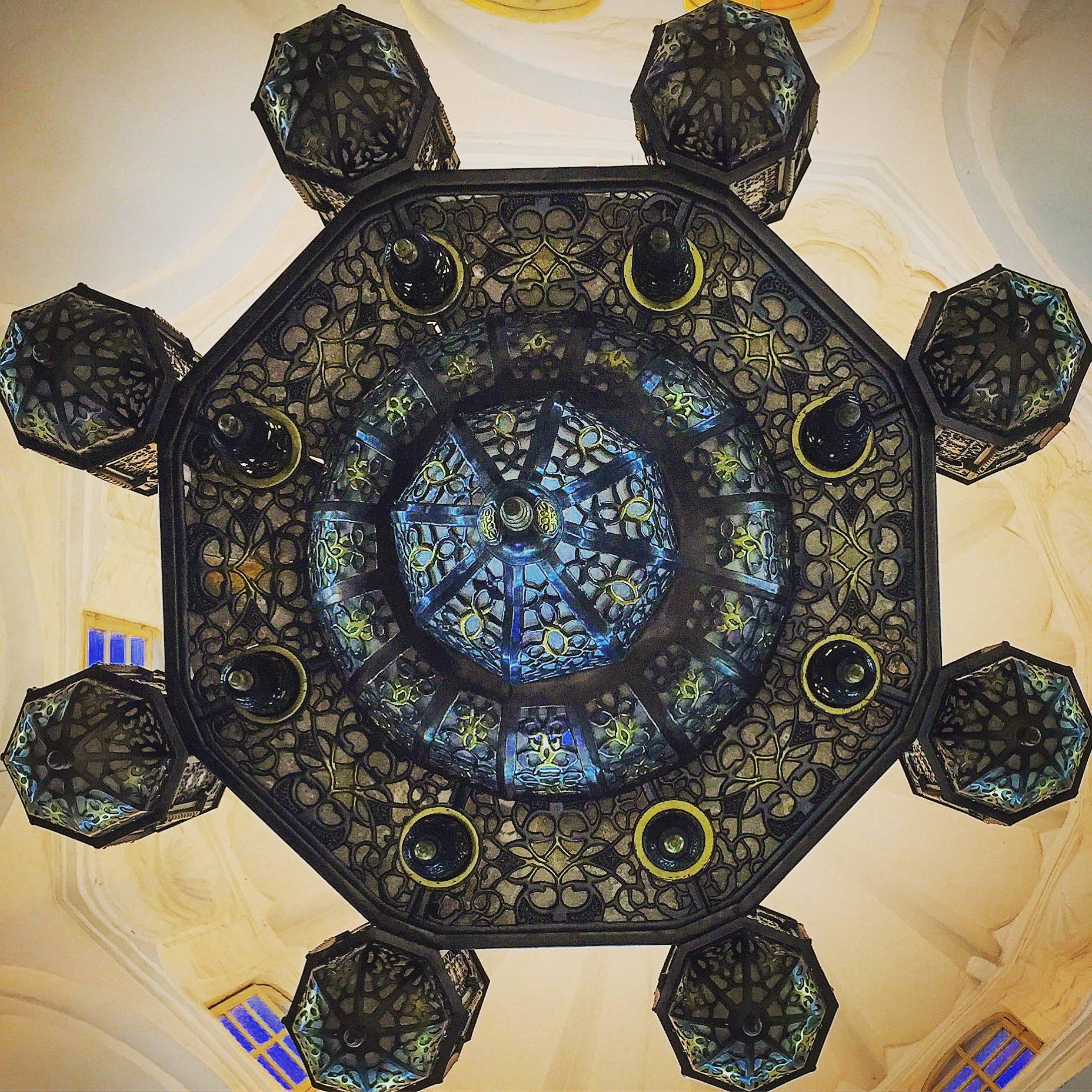
ثريا شكل مثمن

- المثمن هو ثماني أضلاع أضلاعه متساوية وزواياه متساوية.
- قياس الزاوية الداخلية يساوي 135°.
- مجموع قياسات زواياه الداخلية 1080°.
- مساحة المثمن المنتظم الذي طول ضلعه a تعطى بالعلاقة:

{\displaystyle A=2\cot {\frac {\pi }{8}}a^{2}=2(1+{\sqrt {2}})a^{2}\simeq 4.828427\,a^{2}.}
وتعطى المساحة بدلالة R نصف قطر الدائرة المحيطة به بالعلاقة:
{\displaystyle A=4\sin {\frac {\pi }{4}}R^{2}=2{\sqrt {2}}R^{2}\simeq 2.828427\,R^{2}.}
وتعطى المساحة بدلالة r نصف قطر الدائرة المحاطة داخله (يعتبر أيضًا عامد المضلع) بالعلاقة:
{\displaystyle A=8\tan {\frac {\pi }{8}}r^{2}=8({\sqrt {2}}-1)r^{2}\simeq 3.3137085\,r^{2}.}